# Imperial Autocar Manufacturing

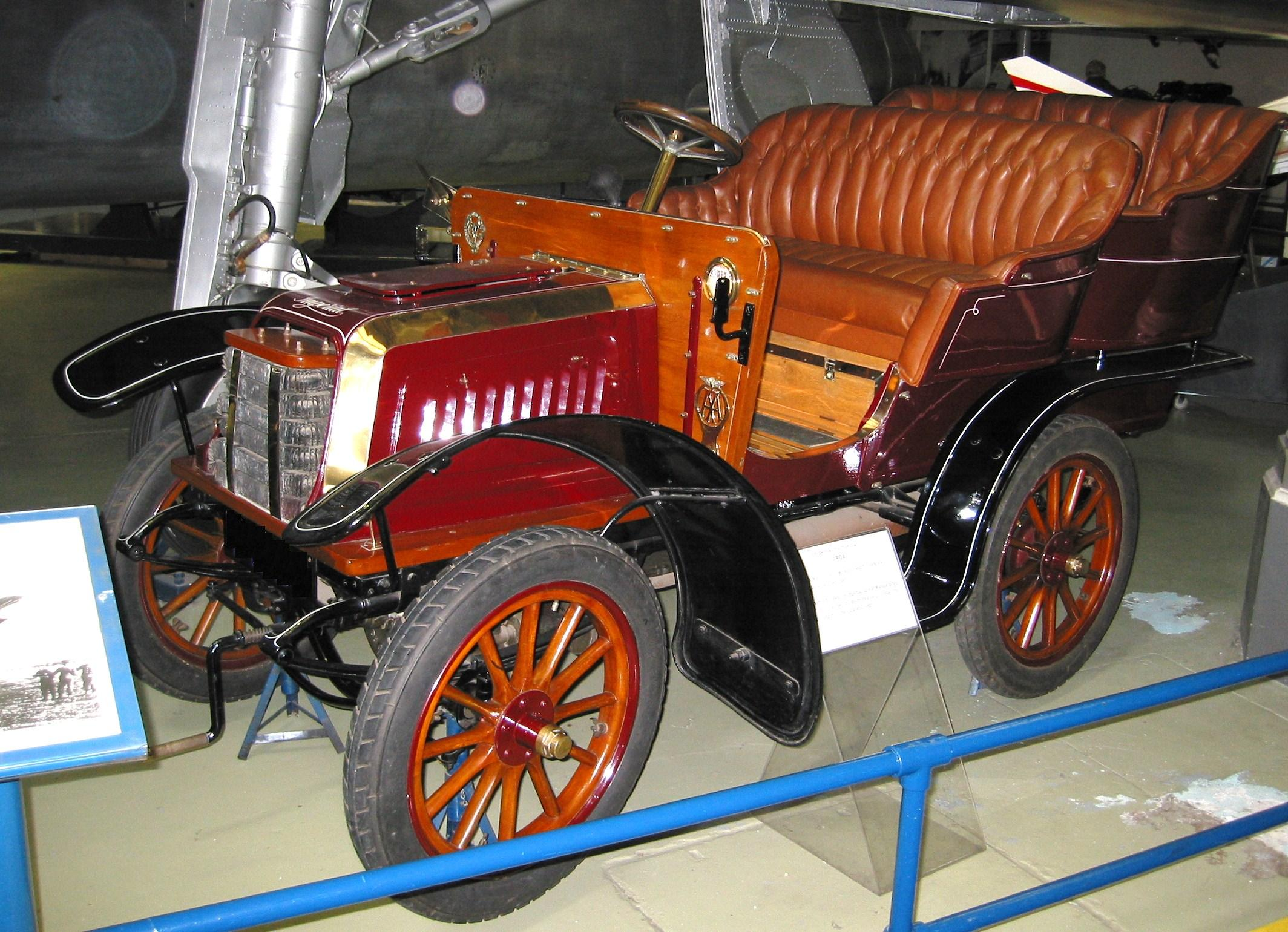
Imperial von 1904

Imperial Autocar Manufacturing war ein britischer Hersteller von Automobilen.

## Unternehmensgeschichte
Das Unternehmen Imperial Autocar Manufacturing Co Limited begann 1900 in Manchester mit der Produktion von Automobilen. 1905 endete die Produktion.

## Fahrzeuge
Die ersten beiden Modelle waren der 3 ½ HP mit einem Einzylindermotor unter der Sitzbank in der Karosserieform Vis-à-vis und der 6 HP mit einem Zweizylinder-Frontmotor und der Karosserieform viersitziger Tonneau. Kurz danach kam das Einzylindermodell 6 HP mit einem Fahrgestell von Lacoste & Battmann dazu.
Ein Fahrzeug dieser Marke ist im Science and Industry Museum in Manchester zu besichtigen.